# Пига бразильська
Пи́га бразильська (Lipaugus lanioides) — вид горобцеподібних птахів родини котингових (Cotingidae). Ендемік Бразилії.

## Опис
Довжина птаха становить 27-28 см, вага 85-110 г. Забарвлення переважно коричнювато-сіре, на тімені є малопомітний лускоподібний візерунок. Крила, хвіст і надхвістя коричнюваті. Вокалізація — пронизливий крик «кью-кью-кью-кіт»

## Поширення і екологія
Бразильські пиги мешкають на південно-східному узбережжі Бразилії, від Баїї до Санта-Катарини. Вони живуть у вологих рівнинних і гірських атлантичних лісах. Зустрічаються на висоті до 1400 м над рівнем моря. Живляться плодами, зокрема плодами пальм, а також комахами.

## Збереження
МСОП класифікує стан збереження цього виду як близький до загрозливого. За оцінками дослідників, популяція бразильських пиг становить приблизно 6700 дорослих птахів. Їм загрожує знищення природного середовища.